# 马尔科·格尔吉奇
马尔科·格尔吉奇（2003年9月11日—），德国男子手球运动员，父亲为克罗地亚人，母亲为德国人。他曾代表德国参加2024年夏季奥林匹克运动会男子手球比赛，获得一枚银牌。